# De adellijke ark
De adellijke ark is het honderdvierendertigste stripverhaal uit de reeks van Suske en Wiske. Het verhaal is geschreven en getekend door Paul Geerts. 
Het werd gepubliceerd in De Standaard en Het Nieuwsblad van 23 juni 1979 tot en met 2 november 1979. De eerste albumuitgave in de Vierkleurenreeks was in maart 1980, met nummer 177.

## Locaties
- Antwerpse Zoo met het standbeeldje van Suske en Wiske, Babylon (Irak aan de Perzische Golf en de Eufraat) met de Hangende Tuinen en het paleis van koning Gigamesh[noten 1]

## Personages
- Suske, Wiske, tante Sidonia, Lambik, Jerom, professor Barabas, Ut Napishtim (de Noë van Babylonië), Babiloke (papegaai), vrouw en baby, P. Huttekens (archeoloog), Stoemper en Pitser, Lowie en Charel (oppassers in dierentuin), agent, lijfwachten van koning Gigamesh, Babyloniërs, Kaisi de gorilla, dierentandarts Van Tuyn

## Uitvindingen
- de Teletijdmachine, de Gyronef, Vitamitje.

## Het verhaal
Suske en Wiske gaan naar de ZOO Antwerpen, waar hun eigen standbeeld staat. Ze maken een foto van een papegaai en een man in een vliegende ark, die eerder al door Lambik en Jerom zijn gezien. Archeoloog P. Huttekens pakt de foto af, maar wordt dan door de olifanten in de dierentuin weggeslingerd. Samen met tante Sidonia gaan de kinderen terug naar de dierentuin, maar dan is Wiske ineens verdwenen; P. Huttekens, Stoemper en Pitser hebben haar gegijzeld en eisen de foto op.
Wiske hoort van haar ontvoerders dat ze het wrak van de ark van Ut Napishtim willen zoeken, en de foto voor veel geld willen verkopen aan een buitenlands museum. Nu Wiske van de plannen op de hoogte is, willen de ontvoerders haar als gijzelaar meenemen. Jerom en Lambik redden haar en vinden ook Ut Napishtim en Babiloke, maar de ontvoerders zijn ontsnapt en hebben de foto.
De vrienden gaan naar professor Barabas. Daar vertelt Ut dat hij onsterfelijk is geworden omdat hij zoveel dieren heeft gered met zijn ark in Babylon. Hij heeft de taak gekregen het gedrag van mensen tegenover dieren controleren. Babylon is tegenwoordig Irak aan de Perzische Golf en Wiske neemt Suske stiekem in de teletijdmachine mee naar het verleden.
Suske en Wiske komen terecht in de Hangende tuinen van Babylon en gaan naar een kroegje. Daar komen ze de lijfwacht van koning Gilgamesh tegen. Ze horen dat het leger de ark wil aanvallen en worden meegenomen. Lambik en Jerom gaan ook naar het verleden en redden de kinderen voordat ze het paleis worden binnengebracht. De vrienden ontmoeten een man die hen naar de ark van Ut Napishtim brengt. Enorme wolken trekken samen boven het land en van alle dieren komen er twee naar de ark.
De vrienden brengen alle dieren in de ark, maar de volgende morgen staat de landmacht klaar voor de aanval. Dan begint het te regenen en het leger slaat op de vlucht. Als het water zakt, blijft de ark op een top van een berg steken. Babilo komt met een jeneverbestakje naar de ark en de vrienden gaan aan wal. Professor Barabas flitst de vrienden terug naar het heden en ze gaan met de Gyronef op zoek naar de ark. Als ze stoppen voor proviand komen ze in een gevecht met de boeven, maar toch bereiken ze de berg als eerste.
Professor Barabas heeft Vitamitje meegegeven en Suske en Wiske rijden de berg op. Daar ziet Wiske een lichtflits van de spiegel die ze in het geheim heeft achtergelaten bij de ark. Jerom verstopt de ark in een grot en verbergt de ingang met rotsen. De vrienden keren terug naar huis met de Gyronef, waar Ut hun vertelt dat er nog veel dierenleed bestreden moet worden. Lambik gaat in zijn vrije tijd dieren verzorgen in de dierentuin van Antwerpen.

## Achtergronden bij het verhaal
- In Het drijvende dorp, een verhaal dat een jaar eerder uitkwam, vernamen Suske en Wiske dat ze een eigen standbeeld zouden krijgen. Aan het einde van Het statige standbeeld bezoeken ze dit beeld in het atelier van beeldhouwer René Rosseel. In ditzelfde verhaal gaan ze in de Antwerpse Zoo naar het beeld kijken, waar het ook in het echt nog steeds te bewonderen valt.
- De ark van Ut Napishtim en het gegeven dat er van elke diersoort twee exemplaren worden meegenomen, zijn een verwijzing naar het verhaal van de Ark van Noach uit het Oude Testament (zie ook Zondvloed).